# Chrám Slunce (Tintinova dobrodružství)
Chrám slunce (francouzsky Le Temple du Soleil)  je 14. díl komiksové série Tintinova dobrodružství, jejímž autorem je belgický scenárista a kreslíř Hergé. Navazuje na předchozí díl 7 křišťálových koulí. Příběh Chrám slunce vycházel časopisecky na pokračování v letech 1946–1949, v podobě alba byl poprvé vydán v roce 1949. V češtině byl poprvé vydán roku 2009.
V roce 1969 vznikla animovaná filmová adaptace Tintin a chrám Boha slunce, jejíž děj zahrnuje komiksy 7 křišťálových koulí a Chrám Slunce.

## Děj
Tintin, pes Filuta a kapitán Haddock se vydávají na cestu do Peru, aby zachránili profesora Hluchavku. Poté, co se ocitnou v přístavu Callao, potkají detektivy Hornáta a Hornáda. Ti jim řeknou, že Interpol jim pověřil vyšetřit tento případ. Pak řeknou Tintinovi, že loď Pachacamac je vlevo. Haddock s dalekohledem zjistí, že na palubě řádí nemoc, protože uvidí vlajku nákazy na palubě. Je povolán doktor, aby to objasnil. Tintin však zjistí že jde o podvod a vydává se prozkoumat loď. 
V kabině objeví profesora Hluchavku a uvidí v jeho ruce náramek Rascara Capaca. Tu na Tintina zamíří Chiquito a řekne mu že se profesor dopustil svatokrádeže a za to zemře. Pak zavolá Alonzu a Tintin Chiquita zasáhne a stihne z lodi uniknout. Haddock ho pak vyzvedne na člunu, zamíří k telefonu a volá detektivy. Pak Haddock po pátrání od Tintina vyslechne, že únosci s profesorem chtějí do Jaugy. 
Záhadný muž pak řekne průvodčímu, aby vagon ponechal pouze pro Tintina, Haddocka a Filutu. Pak se zjistí, že šlo a atentát. Dále v Jaugě se Tintin a Haddock táží zdejších lidí, jestli viděli profesora Hluchavku. Nikdo ho ovšem neviděl. Pak se zkusí dotázat chlapce prodávajícího pomeranče, kde je pak napaden násilníky. Tintin ho zachrání a pak mu hlas ze zdi řekne, aby se sem nedíval a zítřejšího rána přišel na most. Pak Tintin pak potká záhadného muže, a ten mu řekne aby raději odešel, než aby se vystavil nebezpečí. Tintin se mu však vzepře, a muž mu pak dá talisman, který mu může pomoct. Dále s kapitánem potkají chlapce jménem Zorina, toho, který prodával pomeranče. Vydávají se pak přespat noc v incké hrobce. Zítřejšího rána pak je Zorino s lamami unesen. Tintin a Haddock Zorina zachrání a pokračují k cestě do Chrámu slunce. 
Přejdou hory a prales až nakonec za vodopádem objeví incké mumie. Pak vyrazí desku a najednou jsou zajati strážci chrámu Slunce. Pak si je přijde vyslechnout syn Slunce a řekne jim, že za svoji chybu zaplatí smrti. Tintin mu řekne, že hledají profesora, a on jim řekne, že ten za přisvojení si posvátného šperku mumie také zemře. Všichni kromě Zorina jsou odsouzeni k smrti. Náhle Tintin nahlédne do kapitánových novin a všimne si předpovědi zatmění slunce, které se odehraje zítra 16. srpna. Ráno Tintin řekne synu Slunce svůj den a svoji hodinu smrti. 
Tintin, Haddock a profesor Hluchavka mají být upáleni na hranici. když velekněz začne hranici podpalovat, Tintin směrem do Slunce řekne svoje přání, týkající se záchrany jejich životů. Slunce se pak zatmí a syn Slunce řekne Tintinovi, aby odvolal hněv Bachacamaca. Tintin to splní s podmínkou, že syn Slunce zruší muka sedmi profesorů, kteří odvezli mumií. Syn Slunce pak spálí všechny loutky v podobě profesorů, a ti se pak v nemocnici probudí zdraví.